# Krasny Bierah (stacja kolejowa)
Krasny Bierah (biał. Красны Бераг; ros. Красный Берег) – stacja kolejowa w miejscowości Krasny Brzeg, w rejonie żłobińskim, w obwodzie homelskim, na Białorusi. Położona jest na linii Homel - Żłobin - Mińsk.
Stacja powstała w XIX w. na linii Kolei Libawsko-Romieńskiej, pomiędzy stacjami Kowale a Żłobin.